# Воробьёв, Константин Владимирович
Константи́н Влади́мирович Воробьёв (род. 13 марта 1960, Ленинград, РСФСР, СССР) — советский и российский актёр театра и кино, сын актёра и режиссёра Владимира Воробьёва.

## Биография
Константин Воробьёв родился 13 марта 1960 года в Ленинграде. В 1977 году поступил в Ленинградский институт театрального искусства (ЛГИТМиК, ныне РГИСИ), где учился у Рубена Агамирзяна. Окончив институт в 1981 году, играл в Театре имени Комиссаржевской. Сыграл более чем в двадцати спектаклях.
На экране дебютировал в 1982 году в трёхсерийном телевизионном фильме «Остров сокровищ», а в большом кино в 1985 году получил роль лейтенанта Саши в фильме Ольги Наруцкой «Нам не дано предугадать…» В 2001 году сыграл главную роль в фильме «Сказ про Федота-стрельца».
В 1990—1998 годах и с 2016 года — артист Молодёжного театра на Фонтанке.

## Роли в театре
- 1989 — «Мещанин во дворянстве» — учитель музыки, реж. Семён Спивак
- 1991 — «Смерть Ван Халена» — Борис, реж. Семён Спивак
- 1992 — «Ла-фюнф ин дер люфт» — Серёжа, реж. Александр Галибин
- «В списках не значился» — Плужников
- 1992 — «Гроза» — Тихон, реж. Семён Спивак
- 1998 — «Двенадцатая ночь или что угодно» — Шут, реж. Владимир Туманов
- 2000 — «Дни Турбиных» — Алексей Турбин, реж. Семён Спивак
- «Моцарт и Сальери» — Моцарт
- «Гамлет» — Гильденштерн
- 2019 — «Нас обвенчает прилив…» — отец, реж. Семён Спивак и Мария Мирош[3]
- 2019 — «Прошлым летом в Чулимске»[4] — Еремеев, реж. Семён Спивак и Лариса Шуринова[5]
- 2019 — «Без вины виноватые» — Нил Стратоныч Дудукин, богатый барин, реж. Андрей Андреев[6]
- 2019 — «Любовные кружева» — Гаврила Пантелеич Белугин, богатый купец, реж. Семён Спивак и Михаил Черняк[7]

## Фильмография
- 1982 — Остров сокровищ — Дик Джонсон
- 1985 — Манька — Саша Носов, лейтенант из Москвы
- 1985 — Нам не дано предугадать… — Саша Носов
- 1985 — Подсудимый — Эдуард Вешнев
- 1986 — Левша —
- 1986 — Приключения Шерлока Холмса и доктора Ватсона: Двадцатый век начинается — Питкин, молодой констебль
- 1987 — Моонзунд — офицер
- 1988 — Муж и дочь Тамары Александровны — знакомый Фединого одноклассника
- 1988 — Продление рода
- 1989 — Филипп Траум — Вильгельм, писарь трибунала
- 1990 — Однажды, как-то раз… (короткометражный)
- 1992 — Дверь в лето — Чак Фриденберг, инженер
- 1992 — На Иртыше (короткометражный)
- 1992 — Присутствие — работник порта
- 1995 — Роберт и Клара / Musique de l’amour: Robert et Clara, La (Франция) — Чарльз
- 1998 — Хрусталёв, машину! — охранник в клинике генерала
- 2000 — Агент национальной безопасности-2 — Ямщиков (24 серия — «Технология Убийства»)
- 2000 — Воспоминания о Шерлоке Холмсе — Питкин, молодой констебль
- 2000 — Сиреневые сумерки — Филипп
- 2000 — Собственная тень
- 2000 — Текст, или Апология комментария
- 2001 — Ключи от смерти — Николаша, брат Веры
- 2001 — Механическая сюита — алкаш
- 2001 — По имени Барон — Сергей
- 2001 — Сказ про Федота-стрельца — Федот
- 2000 — Тайны следствия — дядька Агей
- 2001 — 2004 — Чёрный ворон   — Герман Фомич Кошкин, помощник Лимонтьева, криминальный авторитет
- 2002 — Агентство «Золотая пуля» — Ёрш
- 2002 — Спецотдел — бомж
- 2002 — Убойная сила 4 — Астахов
- 2001 — 2002 —Улицы разбитых фонарей-4 — Крянин
- 2003 — Идиот — Фердыщенко
- 2003 — Три цвета любви — Фоменко, защитник Белого дома
- 2004 — Агентство НЛС-2 — Илья Сергеевич Туманов
- 2004 — Господа офицеры — Шмаров
- 2004 — Иванов и Рабинович — Феликс Сергеевич, человек в штатском
- 2004 — 2005 — Мужчины не плачут — Михаил Петрович Рунг, старший следователь транспортной прокуратуры
- 2004 — Пираты Эдельвейса (Германия, Люксембург, Нидерланды, Швейцария) — Генрих Кратина
- 2004 — Сёстры — Слава, муж Нины, врач-хирург
- 2005 — Бедные родственники — Миша, банщик
- 2005 — Господа присяжные — банкомёт
- 2005 — Дело о «Мёртвых душах» — Петруша
- 2005 — Королевство кривых… — Евгений Георгиевич, учитель истории
- 2005 — Лабиринты разума — Глеб
- 2005 — Лопухи
- 2005 — Одна тень на двоих — Василий Селиванович Патрикеев, следователь
- 2005 — Семья — эпизод
- 2006 — Алька — Аникеев, комбриг
- 2006 — Голландский пассаж — Борис Аркадьевич Бельковский, помощник Нефёдова
- 2006 — Мечта — «Беззубый», бомж
- 2006 — Никаких других желаний — её муж
- 2006 — План Б — Лёва Каракозов, бомж
- 2006 — Поцелуй бабочки — Горшенин
- 2006 — Простые вещи — послеоперационный больной
- 2006 — Расписание судеб — Владимир Петрович
- 2006 — Секретная служба Его Величества — приказчик
- 2006 — Я остаюсь — ассистент Ламы Сулеймуна
- 2007 — Гаишники — Михаил Фёдорович, «Граф», депутат, наркобарон
- 2007 — 2009 — Группа ZETA — Сенюков Сергей Михайлович, брат Александры
- 2007 — Диверсант 2: Конец войны — Алексеич
- 2007 — 2012 — Литейный — Владимир Романович Клещёв («Клещ»)
- 2007 — 2013 — Морские дьяволы — Чиж / Леонид Монгольцев, «Монгол»
- 2007 — Пером и шпагой — Лопиталь
- 2008 — А. Д. — Саньясин
- 2008 — Безымянная — одна женщина в Берлине / Anonyma — Eine Frau in Berlin
- 2008 — Взятки гладки — господин Юсов
- 2008 — Вызов-3 — Шведов
- 2008 — Защита Красина-2 — Илья Ильич Обломов, киллер
- 2008 — Золото Трои — смотритель музея
- 2008 — Каменская 5 — Валентин Николаевич Самарин
- 2008 — Куклы колдуна — Тимофей Сазонтович Перфильев (Денис Андреевич Бородянский), колдун
- 2008 — Оперативная разработка 2: Комбинат — Михайлов
- 2008 — Похороните меня за плинтусом — Толик, гражданский муж Ольги (прототип — Ролан Быков)
- 2008 — Притяжение — Игорь Сергеевич Нестеров, брат Олега
- 2008 — Риорита — Анатолий Демьянович Бархатов, ефрейтор
- 2009 — Адмиралъ — бухгалтер Кулибка
- 2009 — Журов — Грищенко
- 2009 — Никто не придёт назад — врач из Америки
- 2009 — Правило лабиринта — Альберт Михайлович Шибаев
- 2009 — Тот, кто рядом — Игорь Иванович Портнов, следователь
- 2010 — Банщик президента, или Пасечники Вселенной — начальник домоуправления
- 2010 — Военная разведка. Западный фронт — Егор Кузьмич Кармашков, командир партизанского отряда
- 2010 — Демоны — Юрий Андреевич Николаев («Полкан»), полковник милиции
- 2010 — Капитан Гордеев — Василий Ильич Степанов, подполковник
- 2010 — Лиговка — инженер Зимин
- 2010 — Маленькие трагедии — слуга
- 2010 — Наших бьют! — дед Игнат
- 2010 — Последняя встреча — Тарас Мотыль, агент ЦРУ
- 2010 — Семейный очаг — Сергей Андреевич, сосед, (нет в титрах)
- 2010 — Сонька. Продолжение легенды — граф Пётр Кудеяров
- 2011 — Беглец — Аркадий Романович Комарский, адвокат
- 2011 — Защита свидетелей — Иван Демидович Филиппов, бомж, свидетель
- 2011 — Наркотрафик — Лев Саныч Куравлёв, программист
- 2011 — Небесный суд — работник морга
- 2011 — Отрыв — Николай Лемкин
- 2011 — Пётр Первый. Завещание — Паликула, лекарь князя Кантемира
- 2011 — Пять невест — Савелий Иванович, отец Насти
- 2011 — Стихотворение короткометражный — доктор
- 2012 — Кома — Сергей Тосик
- 2012 — 2014 — Не было бы счастья — Валентин, продюсер Вадима
- 2012 — Патруль. Васильевский остров. — Сергей Сергеевич Рябов, капитан
- 2012 — Перцы — Зелёный перец
- 2012 — Хвост — Кирилл Андреевич Краснобаев, режиссёр
- 2013 — Горюнов — Роман, комендант, капитан-лейтенант
- 2013 — Майор полиции — Юрий Михайлович Соломатин
- 2013 — Доктор смерть — Николай Николаевич Лебедев
- 2013 — Лекарство против страха — Иван Антонович Горчаков, депутат
- 2013 — Разведчицы — Александр Всеволодович Питько, командировочный из Ленинграда
- 2013 — Доброе имя — адвокат Лазарь Моисеевич Гринберг
- 2013 — Собачий рай — Федюков
- 2013 — Три мушкетёра — буфетчик
- 2013 — Трудно быть Богом
- 2014 — Команда — бомж Антошка
- 2014 — Григорий Р.[8] — Максим Фадеевич Карпов, бывший уездный пристав
- 2014 — Неслучайная встреча — Анатолий Сергеевич Машуков, врач «скорой помощи»
- 2015 — Батальонъ — инструктор Ефим Задорожный
- 2015 — Гастролёры — Петраускас, владелец бара
- 2015 — Контрибуция — Мстислав Георгиевич Каменский, владелец пароходной компании
- 2015 — Полицейский участок — Илья Афанасьевич Шульгин
- 2015 — Снег и пепел — генерал Иван Савельевич Худояров
- 2015 — Тихий Дон — поп Виссарион
- 2015 — Фантазия белых ночей — Константин Петрович Маслов, дядя Андрея
- 2016 — Следователь Тихонов — Сергей Семёнович Обольников
- 2016 — Ментовская сага — Коляныч
- 2016 — Стена — отец Сергий
- 2016 — Улицы разбитых фонарей-15 — Олег Хрусталёв
- 2016 — Шаман. Новая угроза — целитель
- 2016 — 2018 — Пять минут тишины[9] — Владимир (Старик) Александрович Быков, повар, кинолог поисково-спасательного отряда 42-21.
- 2017 — Запасной игрок
- 2017 — Три подруги в поисках денег и счастья — профессор Маслов
- 2017 — Личность не установлена — Валерий Михайлович Старченко, участковый уполномоченный
- 2017 — Хождение по мукам — мужчина на кладбище
- 2018 — Вторая первая любовь — Пётр
- 2018 — Женщина в зеркале — Вадим Иванович
- 2018 — Одна жизнь на двоих — Николай Петрович Челышев, замдиректора музея
- 2018 — Позвоните Мышкину — следователь
- 2018 — Русалки — Юрий Левандовский
- 2019 — Окончательный приговор — Звёздочкин
- 2019 — Гадалка — дядя Коля
- 2019 — Подкидыш — отец Тимофей, священник
- 2019 — Тёмная сторона света — Эдуард, друг Аркадия
- 2019 — Формула преступления — Прохор Ильич Шмелёв, опекун Анастасии
- 2022 — Янычар — Иов (Патриарх Московский)
- 2023 — Цербер — Фролка
- 2024 - Лютик и Анютик - Виктор

## Семья
Отец — Владимир Воробьёв.
Брат — Дмитрий Воробьёв.
Жена — Ольга Самошина (род. 1960), заслуженная артистка России (1999).
Дочь Полина (род. 26 августа 1988 года), актриса Санкт-Петербургского театра «Мастерская» под руководством Григория Козлова.

## Премии и награды
1994 — Лауреат премии петербургской критики за роль Серёжи в спектакле «Ла-фюнф ин дер люфт», режиссёр Александр Галибин, Молодёжный театр на Фонтанке
2007 — Лауреат высшей театральной премии Санкт-Петербурга «Золотой софит» в категории «лучшая мужская роль» за роль графа Альмавивы в спектакле «Безумный день, или женитьба Фигаро», режиссёр Виктор Крамер, театр-фестиваль «Балтийский дом», театр «Фарсы».